# Nonza
Nonza je naselje in občina v francoskem departmaju Haute-Corse regije - otoka Korzika. Leta 2006 je naselje imelo 68 prebivalcev.

## Geografija
Kraj leži na severovzhodu otoka Korzike nad zahodno obalo rta Cap Corse, 32 km severozahodno od središča Bastie.

## Uprava
Občina Nonza skupaj s sosednjimi občinami Brando, Canari, Ogliastro, Olcani, Olmeta-di-Capocorso, Pietracorbara in Sisco sestavlja kanton Sagro-di-Santa-Giulia s sedežem v Brandu. Kanton je sestavni del okrožja Bastia.

## Zanimivosti
- klasicistična cerkev sv. Julije Korziške iz 16. stoletja,
- frančiškanski samostan sv. Frančiška Assiškega, ustanovljen v letu 1236
- stolp Torra paolina, zrasel v 18. stoletju na ruševinah nekdanje trdnjave iz 12. stoletja, uničene v času genovske zasedbe otoka.